# 趙小棠
赵小棠（1997年4月2日—），原名赵嘉慧，女，黑龙江佳木斯人，生于北京，中国歌手、演员，所属經紀公司為泰洋川禾。曾為女子音樂組合THE9成員。

## 生平
赵小棠出生于1997年4月2日，2017年毕业于北京舞蹈学院中国民间民族舞系。她拥有扎实的舞蹈基础，毕业后成为泰洋川禾经纪公司签约艺人。
2018年，她参与录制综艺节目《最优的我们》，正式进入演艺圈。同年，先后出演电视剧《青春警事》、《北京女子图鉴》。
2020年3月12日，以训练生身份参加爱奇艺偶像女團競演養成類真人秀《青春有你2》，並於5月30日最終取得第七名，成為期間限定團體THE9成員。
2021年12月5日，THE9解散後進行單人活動。

## 音樂作品

### 個人單曲
| 發行日期 | 歌曲名稱         | 備註 |
| 2024     | 《ELDORADO》     |      |
| 2024     | 《a little bit》 |      |
| 2024     | 《Knock Out》    |      |
| 2025     | 《NO.》          |      |

### 《青春有你 第二季》公演曲目
| 發行日期      | 歌曲資料 | 備註       |
| 2020年3月14日 | 《我的新衣》 - 歌曲說明：初等級舞台 - 原唱:VAVA - 合作演唱者：孔雪兒、符雅凝、葛鑫怡、張洛菲                                        | 第二期     |
| 2020年4月2日  | 《戀愛循環》 - 歌曲說明：第一次公演（位置測評考核） - 原唱者：花澤香菜 - 合作演唱者：段藝璇、陳昕葳、朱林雨、段小薇、唐珂伊、陳藝文 | 第七期     |
| 2020年4月5日  | 《YES！OK！》 - 歌曲說明：節目官方主題曲 - 原創歌曲 - 合作演唱者：全體訓練生                                                        | 第八期     |
| 2020年4月16日 | 《十面埋伏2》 - 歌曲說明：第二次公演（小組对决考核） - 原唱者：艾菲、李斯丹妮 - 合作演唱者：孫芮、陳珏、張鈺、韓東                  | 第十一期   |
| 2020年4月25日 | 《想見你想見你想見你》 - 歌曲说明：練習室小考 - 原唱者：八三夭樂團 - 合作演唱者：傅如喬、張鈺、秦牛正威、乃萬                       | 第十四期   |
| 2020年5月7日  | 《非日常狂歡》 - 歌曲說明：第三次公演（主題考核） - 原創歌曲 - 合作演唱者：虞書欣、許佳琪、謝可寅、金子涵、孔雪兒、孫芮             | 第十七期   |
| 2020年5月9日  | 《不服》 - 歌曲說明：導師合作舞台公演 - 原唱者：汪蘇瀧 - 合作演唱者：戴萌、段藝璇、莫寒、謝可寅、徐紫茵 - 合作導師：汪蘇瀧          | 第十八期   |
| 2020年5月30日 | 《獵》 - 歌曲說明：總決賽最终舞台公演 - 原創歌曲 - 合作演唱者：金子涵、陸柯燃、劉令姿、徐紫茵、孫芮、戴燕妮、虞書欣、安崎、許佳琪   | 第二十三期 |
| 2020年5月30日 | 《Promise》 - 歌曲說明：總決賽最终舞台公演 - 原創歌曲 - 合作演唱者：青春有你2前20名訓練生                                           | 第二十三期 |

## 影視作品

### 电影
| 上映年份 | 日期    | 電影名稱       | 角色   |
| 2023年   | 4月28日 | 倒数说爱你     | Olivia |
| 2023年   | 12月1日 | 再見，李可樂   | 孟藜   |
| 待上映   |         | 少年时代       | 陸新悅 |
| 待上映   |         | 老江湖         | 戴超   |
| 待上映   |         | 穿過月亮的旅行 | 小白梨 |
| 待上映   |         | 獅子回頭       | 張萌   |

### 电视劇／网络剧
| 首播年份 | 日期     | 頻道     | 劇名         | 角色   | 性質   |
| 2018年   | 4月10日  | 优酷     | 北京女子图鉴 | 柳夏梦 | 网络剧 |
| 2018年   | 7月2日   | 東方卫視 | 青春警事     | 李永丽 |        |
| 2022年   | 2月3日   | 愛奇艺   | 瓦舍江湖     | 白小青 | 网络剧 |
| 2023年   | 12月5日  | 愛奇艺   | 点心之路     | 花蕾   | 网络剧 |
| 2024年   | 10月14日 | 優酷     | 春花焰       | 殷落梅 | 网络剧 |
| 2025年   | 7月27日  | 優酷     | 凡人修仙传   | 陳巧倩 | 网络剧 |

## 综艺節目

### 常駐综艺
| 播出年份 | 日期                    | 頻道           | 節目名稱          | 備註                 |
| 2018年   | 6月2日                  | 浙江衛視       | 最優的我們        | 學員                 |
| 2020年   | 3月12日—5月30日         | 愛奇藝         | 青春有你2         | 训练生               |
| 2020年   | 11月29日-2021年2月16日  | 愛奇藝         | 姊妹們的茶話會    | 常駐（茶話會發起人） |
| 2021年   | 12月5日-2022年2月13日   | 芒果TV         | 哎呀好身材3海浪季 | 常駐                 |
| 2022年   | 1月28日-2月25日         | 湖南衛視       | 天天向上          | 好好學習團           |
| 2022年   | 4月9日-7月16日、10月1日 | 湖南衛視       | 你好星期六        | 常駐（好6團）        |
| 2023年   | 6月30日-7月28日         | 抖音、湖北衛視 | 全力以赴的行動派2 | 常駐                 |
| 2023年   | 7月14日-                | 愛奇藝         | 一起擼串吧        | 常駐（擼串家族）     |
| 2024年   | 3月26日                 | 芒果TV         | 是媽媽是女兒      | 常駐                 |
| 2024年   | 11月29日                | 芒果TV         | 超棒的我們        | 常駐                 |

## 公开活动

### 晚会
| 年份   | 日期    | 播放频道/平台 | 節目名稱                 | 表演曲目           | 備註 |
| 2022年 | 1月27日 | 央視頻        | 國風遇新春               | 当T.A.N.G遇到唐    |      |
| 2022年 | 10月4日 | 新華網        | 新華社·聲在中國 草原樂會 | 祝酒歌             |      |
| 2023年 | 1月6日  | 抖音          | 嘿！給福氣開門           | 好運來、小兔子乖乖 |      |

### 粉丝見面會、宣傳、發布會
| 年份   | 日期    | 地點         | 主題                             | 備註 |
| 2023年 | 4月23日 | 山東理工大學 | 倒數說愛你山東理工大學校園見面會 |      |

### 頒獎典禮、時尚盛典
| 年份   | 日期     | 播放频道/平台 | 頒獎典禮 / 時尚盛典名称 | 備註 |
| 2023年 | 4月21日  | 愛奇藝        | 第13屆北京國際電影節    |      |
| 2023年 | 12月20日 | 新浪微博      | 第4屆新時代國際電影節   |      |
| 2023年 | 12月22日 | 搜狐視頻      | 2023搜狐時尚盛典        |      |
| 2023年 | 12月25日 | 抖音          | STYLEHITS風尚趨勢盛典   |      |

## 荣誉
| 年份   | 日期     | 播放平台 | 颁奖典礼              | 奖项                 |
| 2023年 | 12月20日 | 新浪微博 | 第4屆新時代國際電影節 | 新時代最具魅力女演員 |
| 2023年 | 12月25日 | 抖音     | STYLEHITS風尚趨勢盛典 | 年度風尚表現力演員   |